# Hoy somos más
Hoy somos más è un singolo estratto dalla seconda stagione della telenovela argentina Violetta. In Italia l'album Hoy somos más è in vendita dal 25 giugno 2013.

## Produzione
Il singolo è stato registrato durante le riprese della seconda stagione della serie. È stato pubblicato per la prima volta nel mese di marzo del 2013 su Disney Channel Italia insieme ad un videoclip tratto dal primo episodio della seconda stagione che vede il cast della serie all'Aeroporto di Buenos Aires-Ministro Pistarini. Negli stessi giorni nel canale ufficiale di You Tube di Disney Channel America Latina è apparso il video in versione con musica e testo oltre che essere ascoltabile su Radio Disney Argentina. Il 5 aprile 2013 viene pubblicato ufficialmente con relativo video, dove vengono anche presentati alcuni nuovi personaggi della serie.
Alcuni giorni seguenti, durante una puntata di Disney Planet nella versione latinoamericana di Disney Channel è stato mostrato il dietro le quinte del video. In italia il singolo raggiunge le 100,000 copie vendute

## Tracce
1. Hoy somos más – 2:59